# NGC 7027
NGC 7027 је планетарна маглина у сазвежђу Лабуд која се налази на NGC листи објеката дубоког неба.
Деклинација објекта је + 42° 14' 12" а ректасцензија 21h 7m 1,7s. Привидна величина (магнитуда) објекта NGC 7027 износи 8,5 а фотографска магнитуда 10,4. NGC 7027 је још познат и под ознакама PK 84-3.1, CS=16.3.